# Bisbat d'Aosta
El bisbat d'Aosta  (italià: diocesi di Aosta ; llatí: Dioecesis Augustana) és una seu de l'Església catòlica, sufragània de l'arquebisbat de Torí, que pertany a la regió eclesiàstica Piemont. El 2012 tenia 128.943 batejats d'un total de 133.218 habitants. Actualment està regida pel bisbe Franco Lovignana.

## Territori
El territori de la diòcesi (3.263 km²) coincideix amb el territori de la vall d'Aosta. La diòcesi i la vall representen no només un unicum geogràfic, sinó un continuum històric, cultural i tradicional. L'única excepció, la parròquia de Pont-Saint-Martin, coincideix amb la de Carema, que pertany a la diòcesi d'Ivrea. El torrent Lys, que baixa de la vall de Gressoney, determina la frontera. No obstant això, com que el municipi de Port-Saint-Martin s'estén des de no fa massa decennis, amb nous habitatges, més enllà del Lys a Carema, les autoritats diocesanes, per evitar inconvenients, es van assegurar que les persones que viuen a Pont-Saint -Martin referir-se a la parròquia de la diòcesi augustana, subjecte a la integritat territorial de la diòcesi d'Ivrea i la parròquia de Carema.
La seu episcopal és la ciutat d'Aosta, on es troba la catedral dedicada a Santa Maria de l'Assumpció i Sant Joan Baptista.
La diòcesi limita a l'oest per la diòcesi francesa d'Annecy, al nord per la diòcesi suïssa de Sion, a l'est amb les diòcesis de Novara i de Biella, mentre que cap al sud limita amb la diòcesi d'Ivrea.
La litúrgia se celebra en llengua italiana, amb algunes celebracions en francès.
El territori està dividit en 93 parròquies agrupades en cinc àrees pastorals (Alt Valle-Courmayeur, Valle Orient, a la ciutat d'Aosta, Châtillon i Fons-Vall Pont-Saint-Martin.)

## Història
El primer dels bisbes d'Aosta històricament documentats és Eustasio: en el seu lloc, el sacerdot Grato, qui el succeirà, signa els actes del segon sínode de Milà (451); després d'ell destaca el bisbe Grato, que més tard va esdevenir el sant patró de la diòcesi (la festa se celebra el 7 de setembre), i Giocondo. L'existència de la diòcesi és així testificada amb certesa des de mitjan segle iv.
Després de la dependència inicial de la seu metropolitana de Milà, durant l'època longobarda estava subjecta a l'autoritat metropolitana de l'arquebisbe de Viena; cap a la meitat del segle ix, passà a formar part, conjuntament amb Sion i Saint-Jean de Maurienne, de la província eclesiàstica de Tarentèsa a Savoia.
Dos grans sants medievals van ser originaris de la diòcesi: Sant Anselm (1033-1109), abat de Bec-Hellouin i després arquebisbe de Canterbury; i Sant Bernat (1008), que era ardiaca d'Aosta i fundador del monestir que porta el seu nom al cim del Gran Sant Bernat.
Una altra figura prominent de la diòcesi va ser Antonio di Challant: membre de la poderosa família homònima, l'arquebisbe de Tarantèsa, va ser creat cardenal i va tenir un paper destacat en el Concili de Constança (1414-1418).
El 1803 la diòcesi va ser suprimida, juntament amb els monestirs locals, pel govern francès i unida a la d'Ivrea; es va restaurar el 17 de juliol de 1817 amb la butlla Beati Petri del Papa Pius VII i feta sufragània de l'arquebisbat de Chambéry.
Només el 1862, després de la venda de Savoia a França, va esdevenir la diòcesi sufragània de Torí.
La festa del sant patró Sant Grat (7 de setembre) coincideix amb la celebració de l'anual Fête de la Vallée d'Aoste. Des de l'antiguitat s'ha caracteritzat per un ritu propi (Almae Ecclesiae Augustensis ritum), suprimit per les autoritats de la Santa Seu el 1829. A les parròquies de la diòcesi l'Àngelus no sona al migdia, sinó que al voltant d'una hora d'antelació: tradició que recorda la suposada fuga de l'heretge Calví d'Aosta a Suïssa i la no conversió de la Vall a la religió reformada.
A l'entrada de cada nou bisbe, és tradició que l'autoritat el rebi en entrar a la Vall, a Pont-Saint-Martin, oferint-li un barret verd.
Fins a 1951 el bisbe d'Aosta portava el títol nobiliari de comte, timbrava l'escut amb la corona corresponent, en virtut del poder temporal exercit almenys des de 1200 sobre el feu de Cogne, que també era propietari d'un castell que encara s'alça parcialment transformat (castell real) al costat de l'església parroquial de la popular localitat al cor del parc del Gran Paradiso. També era el senyor feudal d'Issogne, feu que - equipat amb un castell modest - va ser cedida als comtes de Challant al segle xv.

## Cronologia episcopal
- Eustasio † (inicis de 390? - finals del 451)
- San Grato † (segona meitat del segle v)
- San Giocondo † (inicis de 501 - finals de 502)
- Anonimo † (vers 507/511 - vers 522 mort)
- Agnello † (? - 528 mort)
- Gallo † (15 d'octubre de 528 - 5 d'octubre de 546 mort)
- Ploceano (Plocéan) † (segle vi o VIII)
- Ratborno † (inicis del'876 - finals del 877)
- Liutfredo † (citat el 966 o 969)[2]
- Anselmo I † (vers 994[3] - 14 de gener de 1026 mort)
- Burcardo † (inicis de 10 de març de 1026 - finals de juliol de 1033 nomenat arquebisbe de Lió)
- Anonimo † (vers 1062 - vers 1063)
- Anselmo II † (1075 o 1090)[4]
- Bosone de la Porte Saint-Ours I † (inicis de 1099 - finals de 1113 o 1114)
- Eriberto o Erberto † (inicis de novembre de 1132 - finals de març de 1138)
- Armanno † (citat el 1141)
- Bosone de la Porte Saint-Ours II † (?)
- Hugues d'Avise † (citat el 1147)
- Beat Arnolfo (Arnulphe) d'Avise † (inicis de 1152 - finals d'octubre de 1158)
- Guillaume de la Palud de Gressan † (inicis de novembre de 1161 - finals de 1170 mort)
- Aymon de la Porte Saint-Ours † (finals de 1170 o inicis de 1071 - finals d'abril de 1176 mort)
- Guy † (inicis de juny de 1180 - finals d'agost de 1185 mort)
- Valbert † (inicis de maig de 1186 - 26 d'octubre de 1212 mort)
- Giacomo da Porzia † (inicis d'abril de 1213 - 1219 nomenat bisbe d'Asti)
- Beat Bonifacio I di Valperga † (17 de juliol de 1219 - 25 d'abril de 1243 mort)
  - Rodolphe du Châtelard de La Salle † (18 desembre de 1243 - 2 de març de 1246 nomenat arquebisbe de Tarantèsa) (bisbe electe)[5]
- Pierre de Pra † (inicis de setembre de 1246 - finals d'abril de 1256 mort)
- Pierre d'Etroubles † (inicis de desembre de 1258 - 1 de setembre de 1259 mort)
- Pietro di Sarre o du Palais † (inicis de desembre de 1260 - finals de juliol de 1263 mort)[6]
- Umberto di Villette † (25 d'abril de 1266 - 29 de març de 1272 mort)
- Aimone di Challant † (30 d'agost de 1272 - 21 desembre de 1273 nomenat bisbe de Vercelli)
- Simon de Duin † (inicis d'1 de febrer de 1275[7] - 20 de gener de 1283 mort)
- Niccolò di Bersatoribus I † (inicis de desembre de 1283 - 7 d'octubre de 1301 mort)
- Beat Emerico I di Quart † (1302 - 1 de setembre de 1313 mort)
- Arduce de Pont-Saint-Martin † (1314 - de març de 1327 mort)[8]
- Niccolò di Bersatoribus II † (22 de setembre de 1327 - de febrer de 1361 mort)
- Beat Emerico II di Quart † (22 d'octubre de 1361 - 10 d'octubre de 1375 mort)
- Bonifacio di Challant † (27 d'octubre de 1375 - 27 d'agost de 1376 mort)
- Jacques Ferrandin de Saint-Marcel † (14 de febrer de 1377 - 7 de juliol de 1399 mort)[9]
- Pierre Gerbaix de Sonnaz, O.F.M. † (31 d'octubre de 1399 - 18 de gener de 1410 mort)
- Oger Moriset † (12 de gener de 1411 - 11 de febrer de 1433 nomenat bisbe de Saint-Jean de Maurienne)
- Giorgio di Saluzzo † (16 de febrer de 1433 - inicis de 10 d'abril de 1440 nomenat bisbe de Lausana)
- Jean de Pingon-Prangins † (inicis de 10 d'abril de 1440 - 23 d'octubre de 1444 dimití i va ser nomenat bisbe titular de Nicea)
- Antoine de Prez (o Desprez) † (1444 - 1463 mort)
- François de Prez † (4 d'agost de 1464 - 22 de maig de 1511 mort)
- Ercole d'Azeglio † (22 d'agost de 1511 - 6 de juny de 1515 mort)
- Amedeo Berruti † (1515 - de febrer de 1525 mort)
  - Sede vacante (1525-1528)
  - Álvaro Rodríguez † (1527) (bisbe electe)
- Pietro Gazino (o Pierre Gazin), C.R.L. † (24 de gener de 1528 - 1556 mort)
- Marcantonio Bobba (Marc-Antoine Bobba) di Rossignano † (14 de juny de 1557 - 1568 dimití)
- Jérôme Ferragatta, O.R.S.A. † (30 d'abril de 1568 - 24 de juliol de 1572 mort)
- César Gromis † (19 de novembre de 1572 - 25 de juny de 1585 mort)
- Jean Geoffroi (o Godefroy) Ginod † (16 de juliol de 1586 - 26 de febrer de 1592 mort)[10]
- Honoré Lascaris di Ventimiglia, C.R.S.A. † (23 de març de 1594 - 11 de juliol de 1595 mort)
- Barthélemy Ferrero † (5 de maig de 1595 - 4 d'agost de 1607 mort)
  - Sede vacante (1607-1611)
- Louis Martini † (31 de gener de 1611 - 10 desembre de 1621 mort)[11]
- Jean-Baptiste Vercellin † (13 de febrer de 1623 - 17 de març de 1651 mort)[12]
  - Sede vacante (1651-1656)
- Philibert Milliet de Faverges † (16 d'octubre de 1656 - 29 de juliol de 1658 nomenat bisbe d'Ivrea)
- Antoine Philibert (Albert) Bailly † (13 de gener de 1659 - 3 d'abril de 1691 mort)
- Alexandre Lambert de Soyrier † (25 de juny de 1692 - 24 de novembre de 1698 nomenat bisbe d'Ivrea)
- François-Amédée Milliet d'Arvillars † (5 de gener de 1699 - 25 de juny de 1727 nomenat arquebisbe de Tarantèsa)
- Jacques Rambert † (26 de novembre de 1727 - 16 de setembre de 1728 mort)
- Jean Grillet, O.P. † (3 d'octubre de 1729 - 14 de setembre de 1730 mort)
  - Sede vacante (1730-1741)
- Pierre-François de Sales de Thorens † (17 d'abril de 1741 - 29 de novembre de 1783 mort)
- Paul-Joseph Solar † (20 de setembre de 1784 - 15 de maig de 1803 dimití)
  - Sede soppressa (1803-1817)
- André-Marie de Maistre † (16 de març de 1818 - 18 de juliol de 1818 mort)
- Jean-Baptiste Marie Aubriot de la Palme † (29 de març de 1819 - 30 de juliol de 1823 dimití)
- Evase-Second Agodino † (12 de juliol de 1824 - 24 d'abril de 1831 mort)
- André Jourdain † (2 de juliol de 1832 - 29 de maig de 1859 mort)
  - Sede vacante (1859-1867)
- Jacques-Joseph Jans di Lillianes † (22 de febrer de 1867 - 21 de març de 1872 mort)
- Joseph-Auguste Duc † (29 de juliol de 1872 - 16 desembre de 1907 dimití)
- Jean-Vincent Tasso, C.M. † (17 de febrer de 1908 - 24 d'agost de 1919 mort)
- Claudio Angelo Giuseppe Calabrese † (7 de maig de 1920 - 7 de maig de 1932 mort)
- Francesco Imberti † (23 de juliol de 1932 - 10 d'octubre de 1945 nomenat arquebisbe de Vercelli)
- Maturino Blanchet, O.M.I. † (18 de febrer de 1946 - 15 d'octubre de 1968 jubilat)
- Ovidio Lari † (15 d'octubre de 1968 - 30 desembre de 1994 jubilat)
- Giuseppe Anfossi (30 desembre de 1994 - 9 de novembre de 2011 jubilat)
- Franco Lovignana, des del 9 de novembre de 2011

## Estadístiques
A finals del 2012, la diòcesi tenia 128.943 batejats sobre una població de 133.218 persones, equivalent al 96,8% del total.

| any  | població | població | població | sacerdots | sacerdots       | sacerdots       | sacerdots             | diaques | religiosos | religiosos | parroquies |
| ---- | -------- | -------- | -------- | --------- | --------------- | --------------- | --------------------- | ------- | ---------- | ---------- | ---------- |
| any  | batejats | total    | %        | total     | clergat secular | clergat regular | batejats por sacerdot | diaques | homes      | dones      |            |
| 1905 | ?        | 82.000   | ?        | 212       | 188             | 24              | ?                     | ?       | ?          | ?          | 87         |
| 1950 | 89.700   | 90.000   | 99,7     | 166       | 148             | 18              | 540                   |         | 20         | 252        | 89         |
| 1959 | 100.000  | 100.276  | 99,7     | 171       | 146             | 25              | 584                   |         | 36         | 263        | 90         |
| 1970 | 108.550  | 108.851  | 99,7     | 176       | 144             | 32              | 616                   |         | 47         | 233        | 94         |
| 1980 | 112.754  | 114.176  | 98,8     | 170       | 132             | 38              | 663                   | 1       | 50         | 215        | 94         |
| 1990 | 113.350  | 115.216  | 98,4     | 160       | 125             | 35              | 708                   | 9       | 47         | 147        | 93         |
| 1999 | 118.408  | 120.700  | 98,1     | 144       | 107             | 37              | 822                   | 10      | 40         | 142        | 93         |
| 2000 | 118.400  | 120.700  | 98,1     | 143       | 104             | 39              | 827                   | 11      | 43         | 138        | 93         |
| 2001 | 118.385  | 120.952  | 97,9     | 137       | 101             | 36              | 864                   | 1       | 39         | 131        | 93         |
| 2002 | 118.000  | 120.870  | 97,6     | 136       | 100             | 36              | 867                   | 12      | 40         | 128        | 93         |
| 2003 | 118.000  | 120.800  | 97,7     | 134       | 101             | 33              | 880                   | 12      | 37         | 126        | 93         |
| 2004 | 117.700  | 121.000  | 97,3     | 134       | 101             | 33              | 878                   | 13      | 36         | 268        | 93         |
| 2006 | 119.546  | 122.589  | 97,5     | 124       | 96              | 28              | 964                   | 13      | 38         | 135        | 93         |
| 2012 | 128.943  | 133.218  | 96,8     | 104       | 80              | 24              | 1.239                 | 15      | 36         | 123        | 93         |